# Équipe de France de football en 1984
Chronologie
Saison précédente Saison suivante
Cet article traite de l'année 1984 de l'Équipe de France de football.
- Année historique pour l'équipe de France qui remporte l'Euro 1984 à domicile, le premier tournoi majeur de son existence. Avec son fameux « carré magique » remanié (Fernandez s'est imposé au milieu de terrain à la place de Genghini), la France se montre intraitable et spectaculaire (ce qui vaut aux Bleus le surnom de « Brésiliens d'Europe »). Les Tricolores ont pu notamment compter durant la compétition sur un Michel Platini au sommet de son art, auteur de 9 buts en 5 matches.
- À l'issue de l'Euro, le 1er juillet, le sélectionneur national Michel Hidalgo cède les commandes de l'équipe à Henri Michel. C'est sous sa direction que les Bleus entament victorieusement leurs éliminatoires pour la Coupe du monde 1986.
- L'équipe remporte l'ensemble de ses 12 matchs de l'année.

## Les matches
| Date             | Stade                                   | Adversaire  | Score       | Comp             | Buteurs français                                           |
| 29 février 1984  | Parc des Princes Paris, France          | Angleterre  | V 2-0       | A                | Platini (58e, 71e cf)                                      |
| 28 mars 1984     | Parc Lescure Bordeaux, France           | Autriche    | V 1-0       | A                | Rocheteau (83e)                                            |
| 18 avril 1984    | Stade de la Meinau Strasbourg, France   | RFA         | V 1-0       | A                | Genghini (79e)                                             |
| 1er juin 1984    | Stade Vélodrome Marseille, France       | Écosse      | V 2-0       | A                | Giresse (14e), Lacombe (29e)                               |
| 12 juin 1984     | Parc des Princes Paris, France          | Danemark    | V 1-0       | CE (1er tour)    | Platini (78e)                                              |
| 16 juin 1984     | Stade de la Beaujoire Nantes, France    | Belgique    | V 5-0       | CE (1er tour)    | Platini (4e, 74e pen, 88e), Giresse (32e), Fernandez (43e) |
| 19 juin 1984     | Geoffroy Guichard Saint-Étienne, France | Yougoslavie | V 3-2       | CE (1er tour)    | Platini (59e, 61e, 76e cf)                                 |
| 23 juin 1984     | Stade Vélodrome Marseille, France       | Portugal    | V 3-2 (a.p) | CE (demi-finale) | Domergue (24e cf, 115e), Platini (119e)                    |
| 27 juin 1984     | Parc des Princes Paris, France          | Espagne     | V 2-0       | CE (finale)      | Platini (57e cf), Bellone (91e)                            |
| 13 octobre 1984  | Stade Municipal Luxembourg, Luxembourg  | Luxembourg  | V 4-0       | QCM              | Battiston (2e), Platini (12e), Stopyra (24e, 32e)          |
| 21 novembre 1984 | Parc des Princes Paris, France          | Bulgarie    | V 1-0       | QCM              | Platini (62e pen)                                          |
| 8 décembre 1984  | Parc des Princes Paris, France          | RDA         | V 2-0       | QCM              | Stopyra (32e), Anziani (89e)                               |

A : match amical. CE : Euro 1984. QCM : match qualificatif pour la Coupe du monde 1986

## Les joueurs
| Joueurs                |     |     |     |     |     |     |     |     |     |     |     |    |
| Gardiens de but        |     |     |     |     |     |     |     |     |     |     |     |    |
| Joël Bats              | 90  | 62  | 90  | 90  | 90  | 90  | 90  | 120 | 90  | 90  | 90  | 90 |
| Philippe Bergeroo      |     | r28 |     |     |     |     |     |     |     |     |     |    |
| Défenseurs             |     |     |     |     |     |     |     |     |     |     |     |    |
| Maxime Bossis          | 90  | 90  | 45  | 90  | 90  | 90  | 90  | 120 | 90  | 90  | 90  | 90 |
| Patrick Battiston      | 72  | 90  | 90  | 90  | 90  | 90  | 90  | 120 | 72  | 90  |     |    |
| Yvon Le Roux           | 90  | 90  | 90  | 90  | 60  |     |     | 120 | 85  |     |     |    |
| Manuel Amoros          | 90  | 90  | 90  | 90  | 87  |     |     |     | r18 | 90  | 90  | 90 |
| Thierry Tusseau        | r18 |     |     |     |     | r11 | r45 |     |     | 90  | r6  |    |
| Jean-François Domergue |     |     | r45 |     | r30 | 90  | 90  | 120 | 90  |     |     |    |
| Michel Bibard          |     |     |     |     |     |     |     |     |     | 90  | 90  | 90 |
| Didier Sénac           |     |     |     |     |     |     |     |     |     |     | 90  | 90 |
| Milieux                |     |     |     |     |     |     |     |     |     |     |     |    |
| Luis Fernandez         | 90  | 90  | 90  | 67  | 90  | 90  | 90  | 120 | 90  | 90  | 90  | 90 |
| Alain Giresse          | 90  | 90  |     | 90  | 90  | 90  | 90  | 120 | 90  | 90  |     | 90 |
| Jean Tigana            | 90  | 90  |     | 90  | 90  | 90  | 90  | 120 | 90  |     | 90  | 90 |
| Michel Platini         | 90  |     |     | 90  | 90  | 90  | 90  | 120 | 90  | 57  | 90  | 90 |
| Bernard Genghini       |     | 90  | 90  | r23 |     | 79  |     |     | r10 |     | 90  |    |
| Jean-Marc Ferreri      |     |     | r6  |     |     |     | 77  | r54 |     | r33 |     |    |
| Attaquants             |     |     |     |     |     |     |     |     |     |     |     |    |
| Bruno Bellone          | 83  | 65  | 84  | 67  | 90  |     |     | r19 | 90  |     | 90  | 90 |
| Dominique Rocheteau    | r7  | r39 | 68  |     |     |     | 45  |     |     |     |     |    |
| José Touré             | 90  |     |     |     |     |     |     |     |     |     | r22 |    |
| Didier Six             |     | r25 | 90  | r23 |     | 90  | 90  | 101 |     |     |     |    |
| Bernard Lacombe        |     | 51  |     | 45  | 90  | 65  |     | 66  | 80  |     |     |    |
| Philippe Anziani       |     |     | r22 |     |     |     |     |     |     | r17 |     | r6 |
| Daniel Bravo           |     | 90  |     | r45 |     |     | r13 |     |     |     |     |    |
| Yannick Stopyra        |     |     |     |     |     |     |     |     |     | 90  | 58  | 84 |
| François Brisson       |     |     |     |     |     |     |     |     |     | 73  |     |    |

## Documentaire
- Champions de France - L'équipe de France de fotball 1984, série Champions de France, film-portrait raconté par Jacques Martial, co-réalisé par Pascal Blanchard et Rachid Bouchareb 2016, 2 minutes [voir en ligne]